# Gebäudekomplex der Deutschen Bank

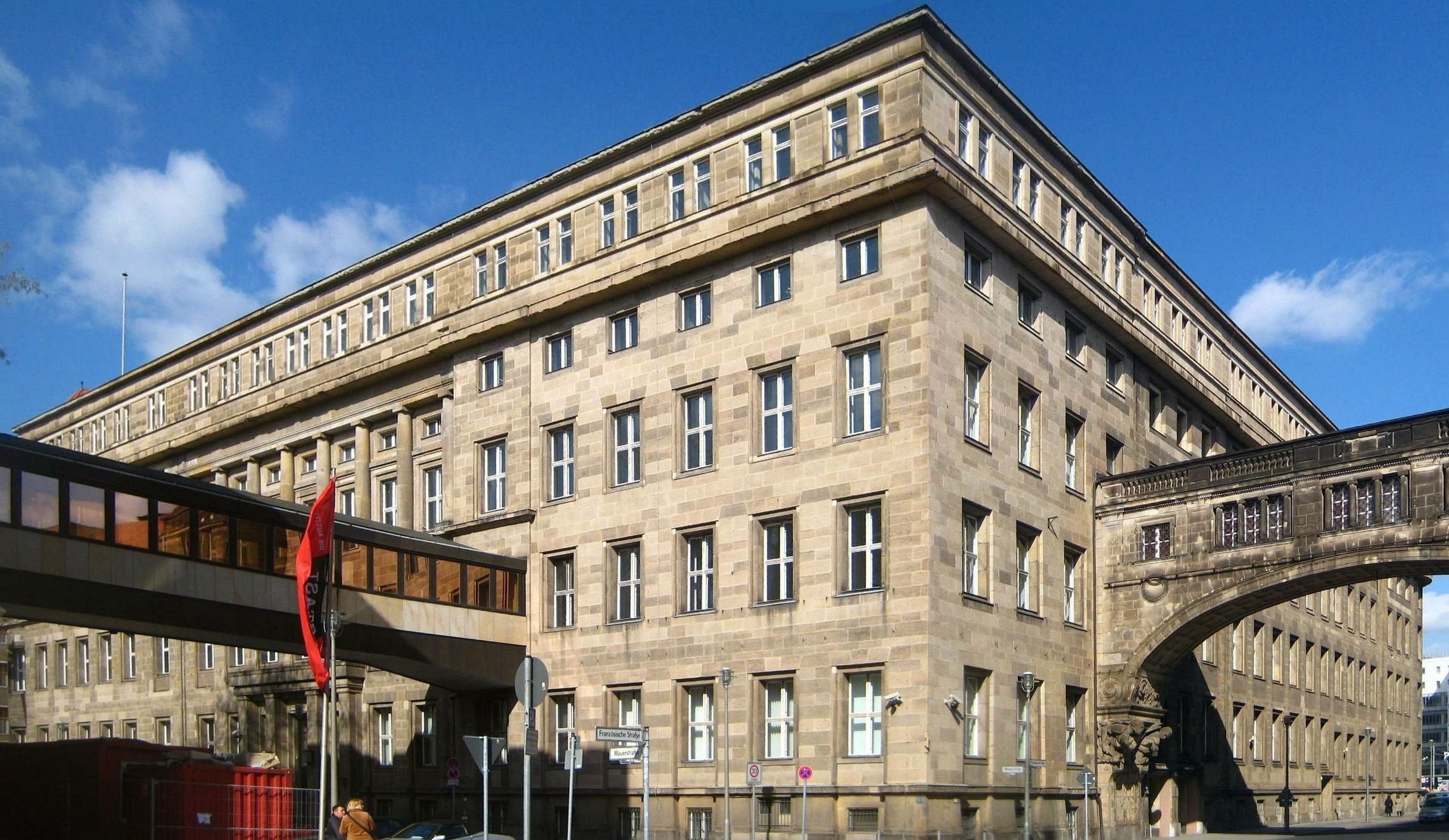
Block I mit den Verbindungsbrücken zu Block II (rechts) und dem späteren Brücken-Neubau

Der Gebäudekomplex der Deutschen Bank in Berlin ist ein unter Denkmalschutz stehendes Bauensemble im Berliner Ortsteil Mitte, das sich über drei Blöcke an der Französischen Straße erstreckt. Die drei Baukomplexe entstanden jeweils für drei verschiedene Finanzunternehmungen. Sie wurden in der Folgezeit von der Deutschen Bank übernommen, erweitert und überarbeitet und bildeten bis zum Ende des Zweiten Weltkriegs die Zentrale der Bankgesellschaft. In der Nachkriegszeit wurden die stark beschädigten Gebäude wieder aufgebaut und anschließend von DDR-Einrichtungen wie dem Innenministerium der DDR genutzt. Nach der deutschen Wiedervereinigung wurde der gesamte Komplex Eigentum der Bundesrepublik Deutschland, dessen Teile nach Sanierungen verschiedenen Verwaltungen dienten. Nach einer grundlegenden Sanierung in den Jahren 2016–2022 werden die Gebäude nun als Berliner Dienstsitz des Bundesministeriums für Gesundheit und für ein weiteres Ministerium genutzt.

## Bankgeschichte (Überblick)

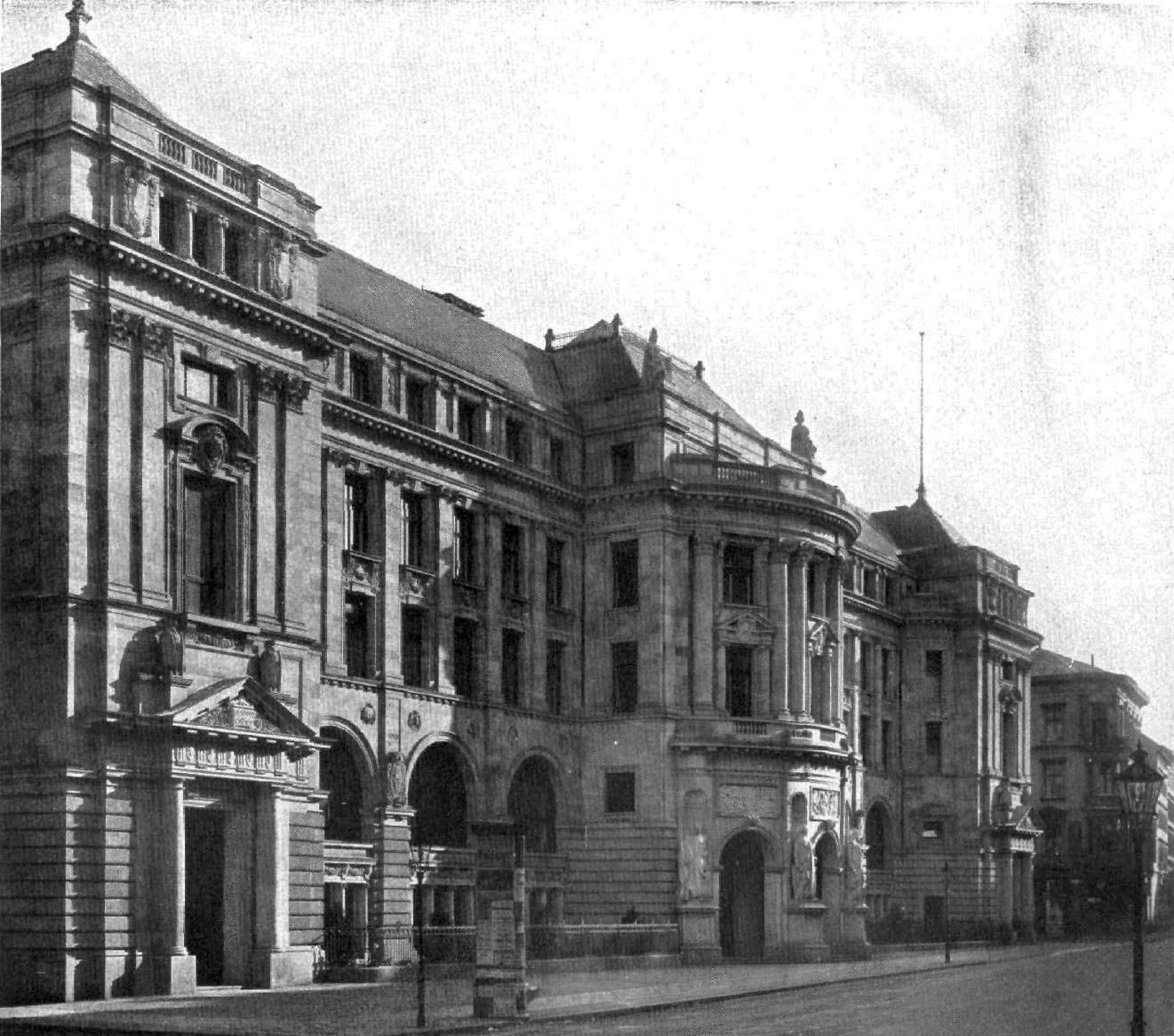
Block II südlich der Französischen Straße auf einem Foto von 1909; zur Mauerstraße hin befand sich der Haupteingang des Gebäudes (Block II) mit Zugang zur Kassenhalle

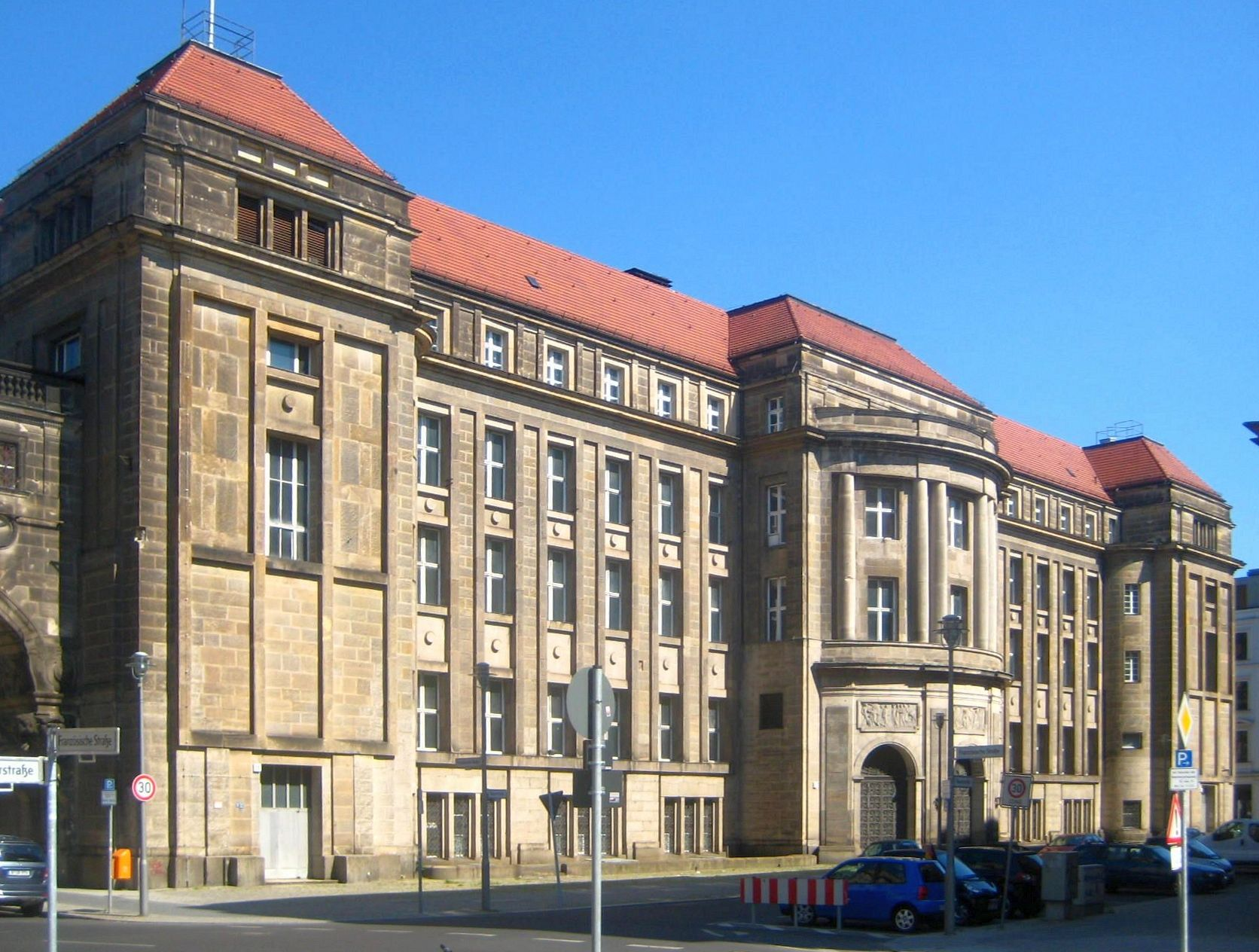
Dasselbe Gebäude im Jahr 2010, nach dem teilweisen Wiederaufbau nach dem Zweiten Weltkrieg

Die am 10. März 1870 in Berlin als Aktiengesellschaft (AG) von Adelbert Delbrück (1822–1890) und Ludwig Bamberger (1823–1899) gegründete Deutsche Bank hatte sich ursprünglich auf die Finanzierung des deutschen Außenhandels festgelegt. Die ersten Geschäftsräume befanden sich in der Französischen Straße 21 Ecke Friedrichstraße im Erdgeschoss eines vorhandenen Gebäudes und wurden im April des gleichen Jahres eröffnet. In dem Gebäude waren auch eine Hofbuchhandlung und Wohnungen untergebracht.
Im Folgejahr, 1871 zog die Bank in größere Räume zur Burgstraße 29.
Nach schnellem wirtschaftlichem Erfolg im Zusammenhang mit der Gründung des Deutschen Reiches hielten die Aktionäre die Errichtung eines eigenen repräsentativen Gebäudes für nötig. Sie gewannen die Architekten Hermann Ende und Wilhelm Böckmann, nach deren Plänen in der Mauerstraße ab 1872 das Deutsche-Bank-Haus entstand und 1874 eingeweiht werden konnte.
Danach erweiterte die Bankgesellschaft stetig ihre Immobilien und ihre Geschäftsfelder: so kam im Jahr 1879 die Unionsbank mit ihrem Geschäftshaus in der Behrenstraße 9/10 hinzu.

Deutsche Bank, alte Zentrale in Berlin, Eckgebäude Behren-/Kanonierstraße um 1900; links am Rand das von der Union-Bank her kommende Gebäude

Weitere Fusionierungen mit in Berlin etablierten Finanzeinrichtungen folgten: im Jahr 1914 mit der Nordstern-Versicherung und am 26. September 1929 mit der Disconto-Gesellschaft.

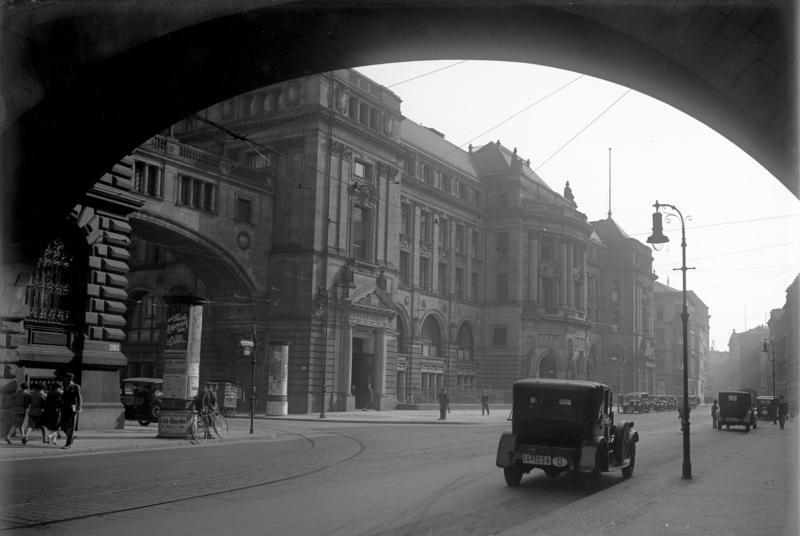
Direktionsgebäude der Deutschen Bank in der Mauerstraße, Aufnahme von 1929

In der Zeit des Nationalsozialismus entließen die neuen Machthaber ab 1933 in der Deutschen Bank etliche verdiente jüdische Bankmitarbeiter. Bestrebungen zur Arisierung jüdischen Besitzes wurden finanziell und organisatorisch von der Deutschen Bank unterstützt.
In der Nacht vom 22. zum 23. November 1943, während des Zweiten Weltkriegs beschädigten mehrere Bombenabwürfe fast alle Gebäude der Deutschen Bank, die teilweise ausbrannten. Auch viele Archivunterlagen wurden vernichtet, weil keinerlei Vorkehrungen zur Evakuierung getroffen worden waren.
Nach Kriegsende und der Teilung Deutschlands verlegten die Banker ihren Geschäftssitz 1946 zunächst von Ost-Berlin nach Berlin-Schöneberg, in West-Berlin. Ab 1952 stellte sich die Bank in Frankfurt am Main komplett neu auf und ließ später epochale Neubauten errichten wie die 155 m hohen Glastürme Soll und Haben.
Bis heute entwickelte sich die Bankgesellschaft zur größten deutschen Universalbank mit einem Filialnetz in allen deutschen Bundesländern und auch weltweit.

## Baugeschichte

### Block I

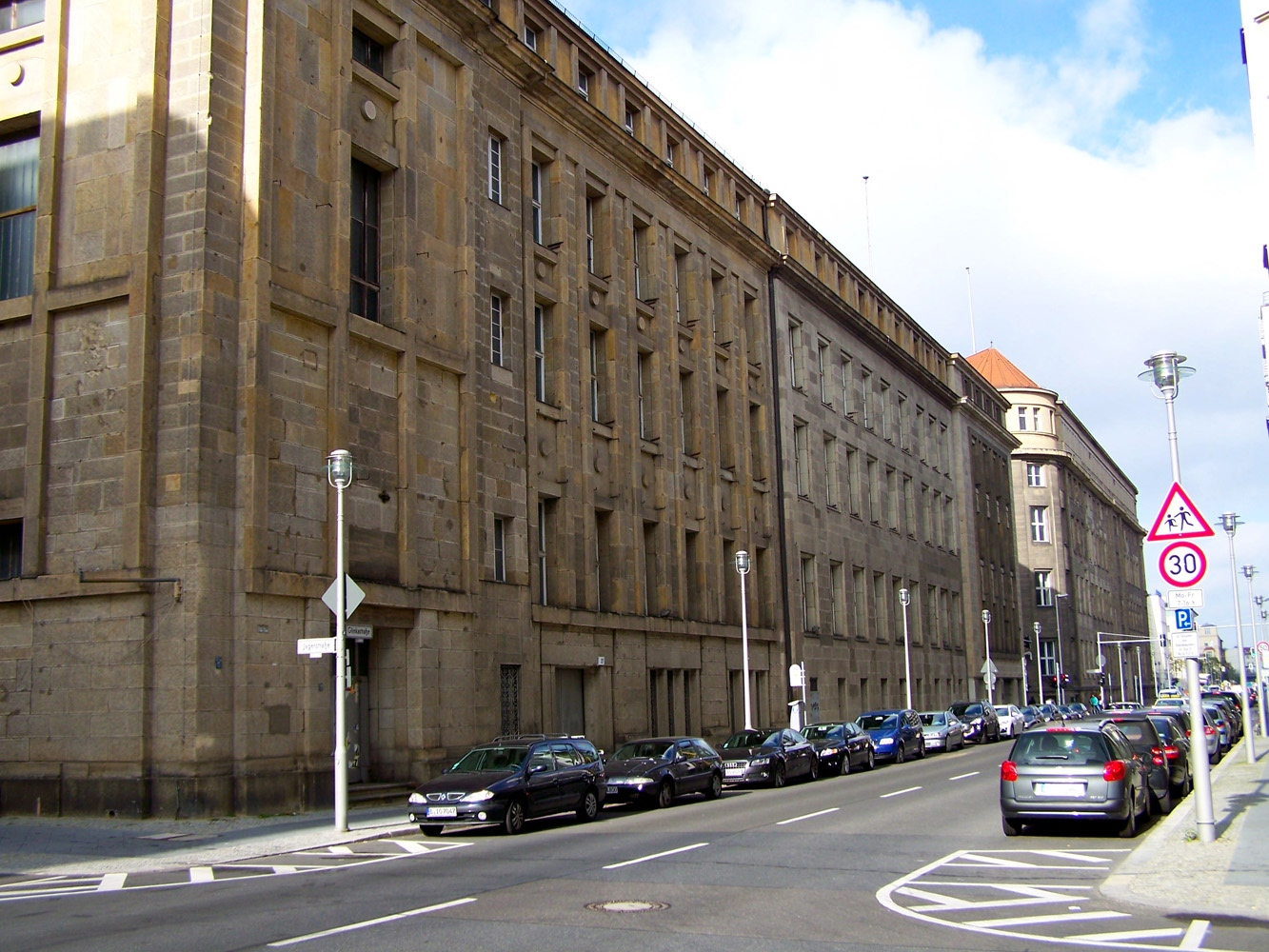
Ostfassaden von Block II und I

Das erste Verwaltungsgebäude der Deutschen Bank befand sich in der Dorotheenstadt / Friedrichstadt, Karree Mauerstraße 28/29, Behrenstraße 2/33, Französische Straße 42/44 und Glinkastraße (Lage).
Das fünfgeschossige Geschäftshaus in der Mauerstraße (1872 bis 1874 ausgeführt vom Architekturbüro Ende & Böckmann (Hermann Ende und Wilhelm Böckmann)) fiel durch seine bauliche Monumentalität im Erdgeschoss auf, das rustifiziert war. Es erinnerte nach dem Willen der Bauherren an italienische Renaissance-Paläste und demonstrierte die Bedeutung der Bank.
Durch die Übernahme der Unions-Bank 1876 und des Berliner Bankvereins gelangte die Deutsche Bank in Besitz der entsprechenden Gebäude. Sie kaufte ab 1883 die angrenzenden Grundstücke des Blocks in Richtung der Glinkastraße (damals: Kanonierstraße) und des südlichen Blocks auf.
Ab 1882 beauftragte die Deutsche Bank den Architekten Wilhelm Martens mit der weiteren Gestaltung ihres (neuen) Hauptsitzes. Er begann mit einem dreigeschossigen Neubau und einem Umbau des Gebäudes Französische Straße 66/67. Es folgte der Erweiterungsbau entlang der Mauerstr. 30–31, der 1891 abgeschlossen war.
Von 1896 bis 1902 erweiterte er die Gebäude auf den östlichen Teil des Blocks und entfernte dabei die letzten barocken Elemente des Quartiers. Bei diesen Arbeiten glich der Architekt die Fassaden der bestehenden Gebäude an seinen Neubau an. Von 1921 bis 1922 stockte Wilhelm Kimbel den ganzen Komplex um ein viertes Stockwerk auf.

Große Kassenhalle im Gebäudekomplex Mauerstraße – Französische Straße – Jägerstraße

In dem Gebäude waren drei Kassensäle und Abteilungen der Zentrale untergebracht. Im Erdgeschoss befanden sich die Hauptkasse der Deutschen Bank sowie deren Tresor und die Devisen-, Effekten- und Wechselabteilungen.
Im Jahr 1949 baute der Architekt Franz Ehrlich nach den Kriegszerstörungen den Komplex und dessen südlichen Nachbarn für das Ministerium des Inneren der DDR wieder auf. Dabei verwendete er ein anderes Fassadensystem.

### Block II

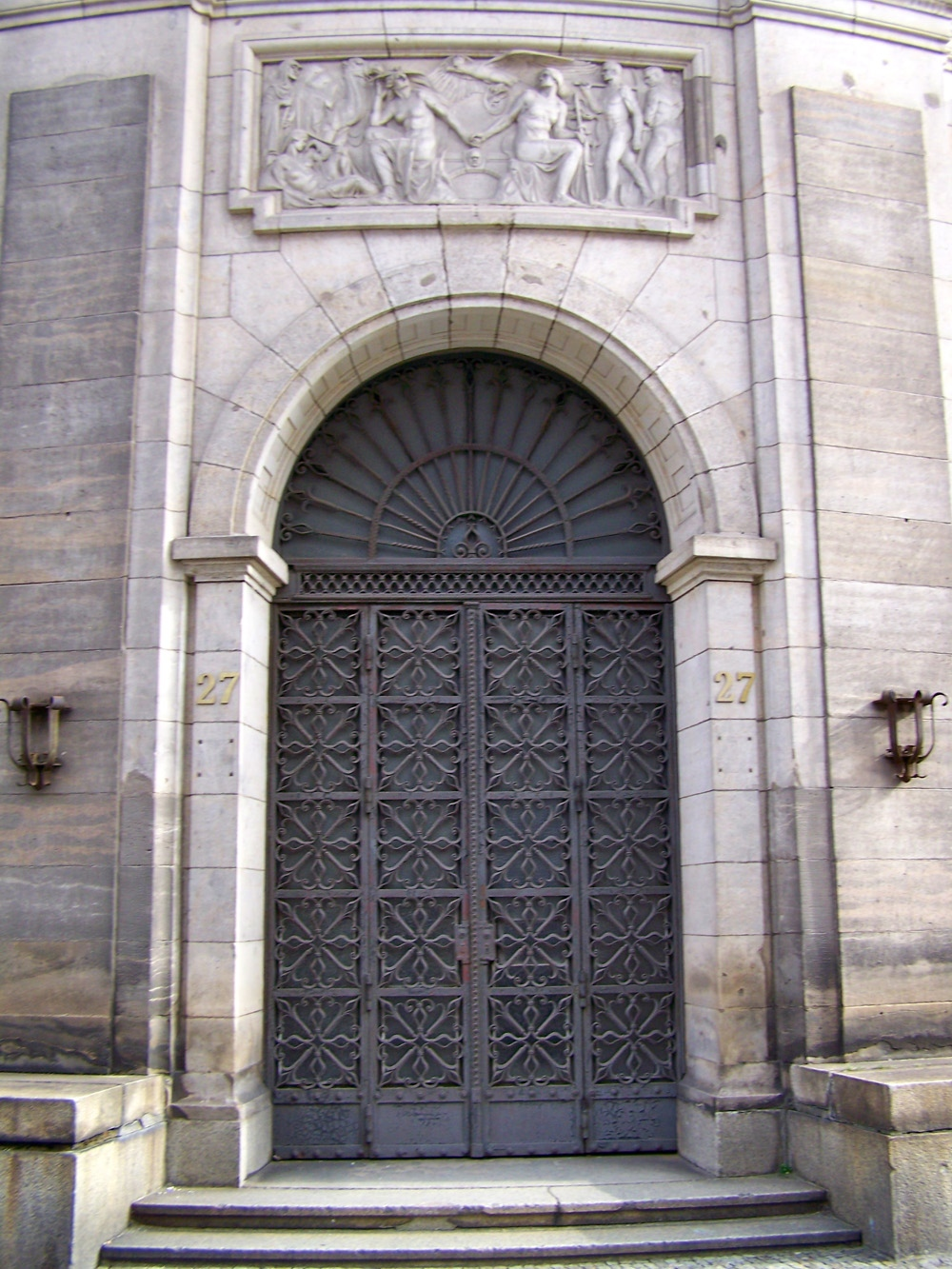
Haupteingang von Block II

Die Platzmöglichkeiten in dem ersten Gebäude reichten den Bankkaufleuten nach fast 30 Jahren nicht mehr aus, sie ließen zwischen 1908 und 1910 von Wilhelm Martens Umbauten und Erweiterungen vornehmen. Es entstand der als Gebäudekomplex II oder später als Block II bezeichnete Bautrakt Mauerstraße 25–28 (Hauptfront), Französische Straße, Glinkastraße und Jägerstraße (Lage).
Es ist ein viergeschossiger Bau mit fast quadratischem Grundriss, der zwei kleine Innenhöfe umschließt und eine natursteinverkleidete Fassade im Stil des italienischen Barock und freier Adaption von historisierenden Elementen sowie mit Anklängen an den Jugendstil erhielt. Unter der Kassenhalle wurde ein zweigeschossiger Tresor eingebaut.
Der größte Teil des Blocks wurde von dem 75 Meter × 28 Meter großen Kassensaal eingenommen. Durch eine Opalglas-Kuppel gelangte Tageslicht in die mit Marmor ausgekleidete Halle.

### Verbindungsbrücke
Im Jahr 1910 wurden die Blöcke I und II mit zwei baugleichen eingeschossigen gedeckten Bogenbrücken über die Französische Straße hinweg verbunden, die ein wenig an die Seufzerbrücke in Venedig erinnerten. Sie werden seitlich von je zwei Atlanten gehalten, die die vier Elemente Wasser, Feuer, Luft und Erde symbolisieren.

Historische Verbindungsbrücke und Fassadendetails der vier Elemente
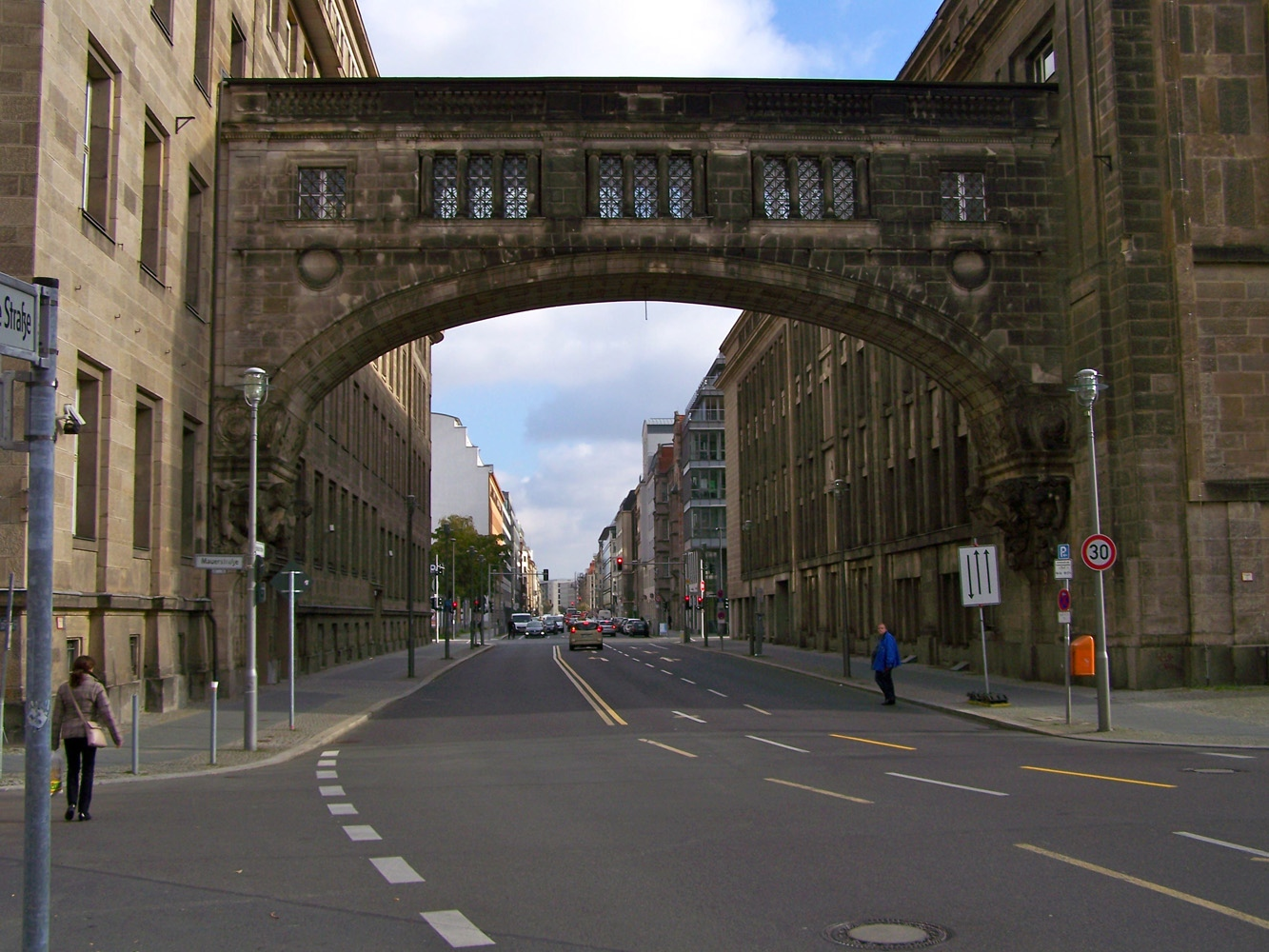
Verbindungsbrücke zwischen Block I und II
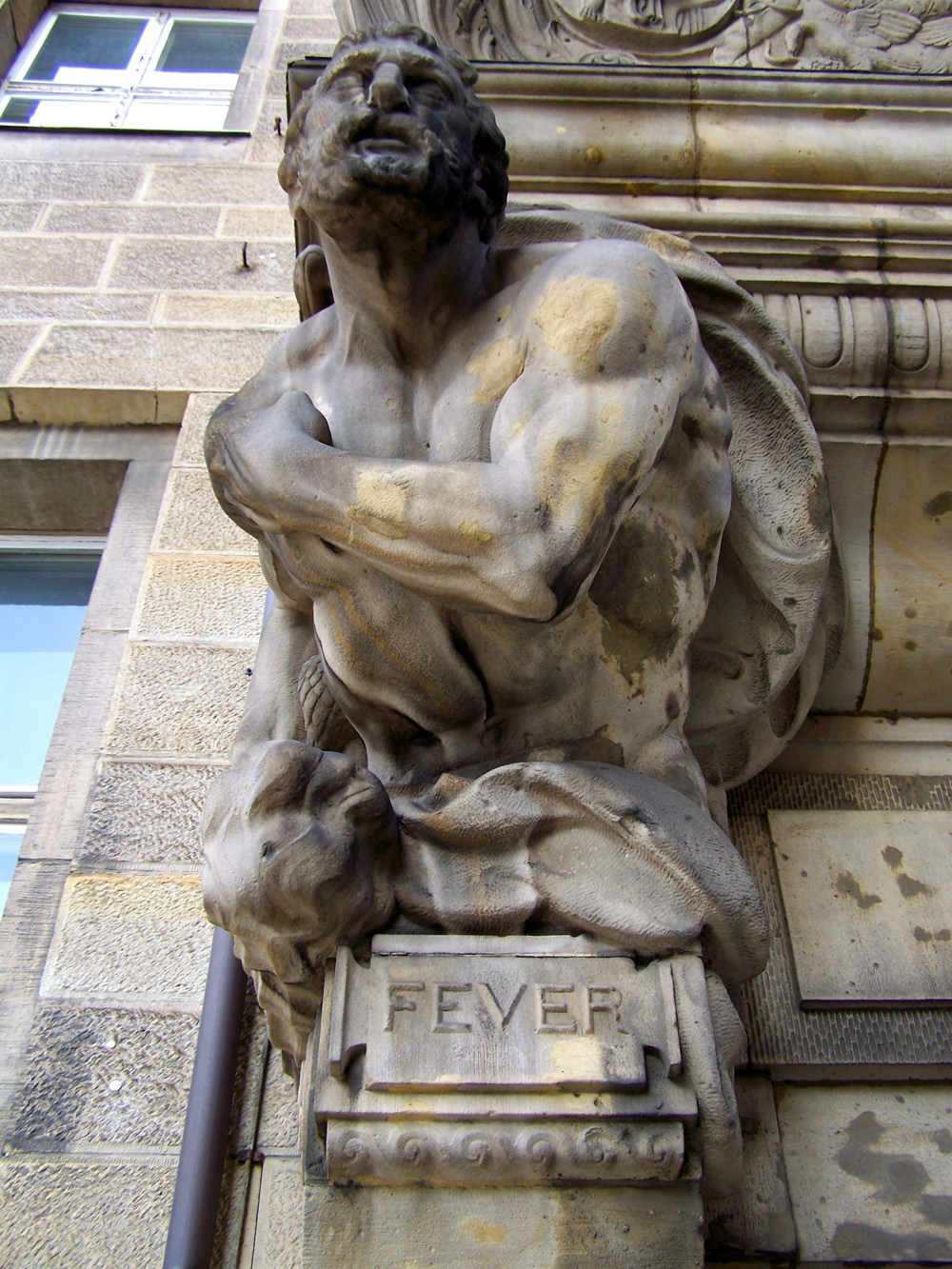
Feuer (Block I)
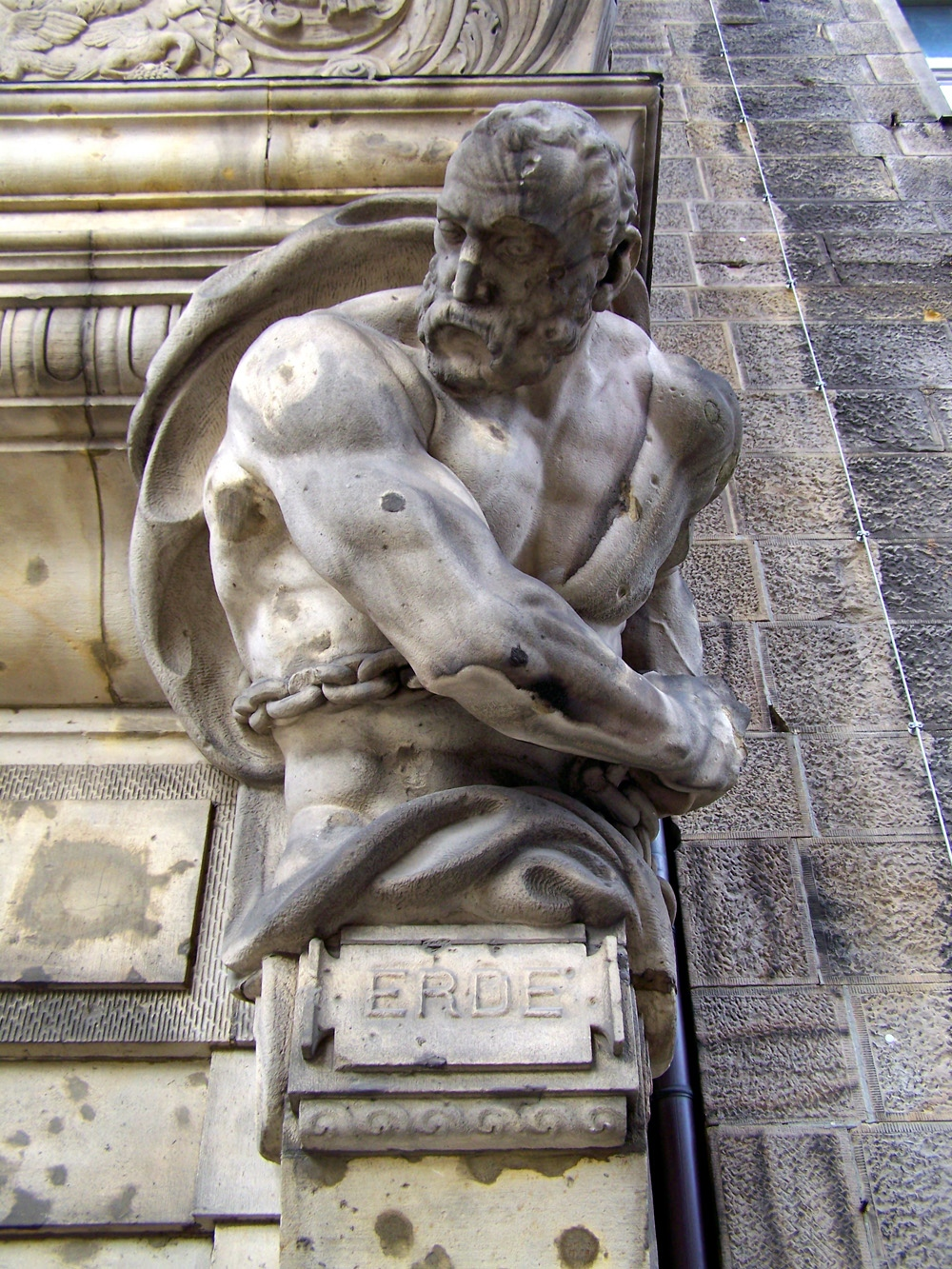
Erde (Block I)
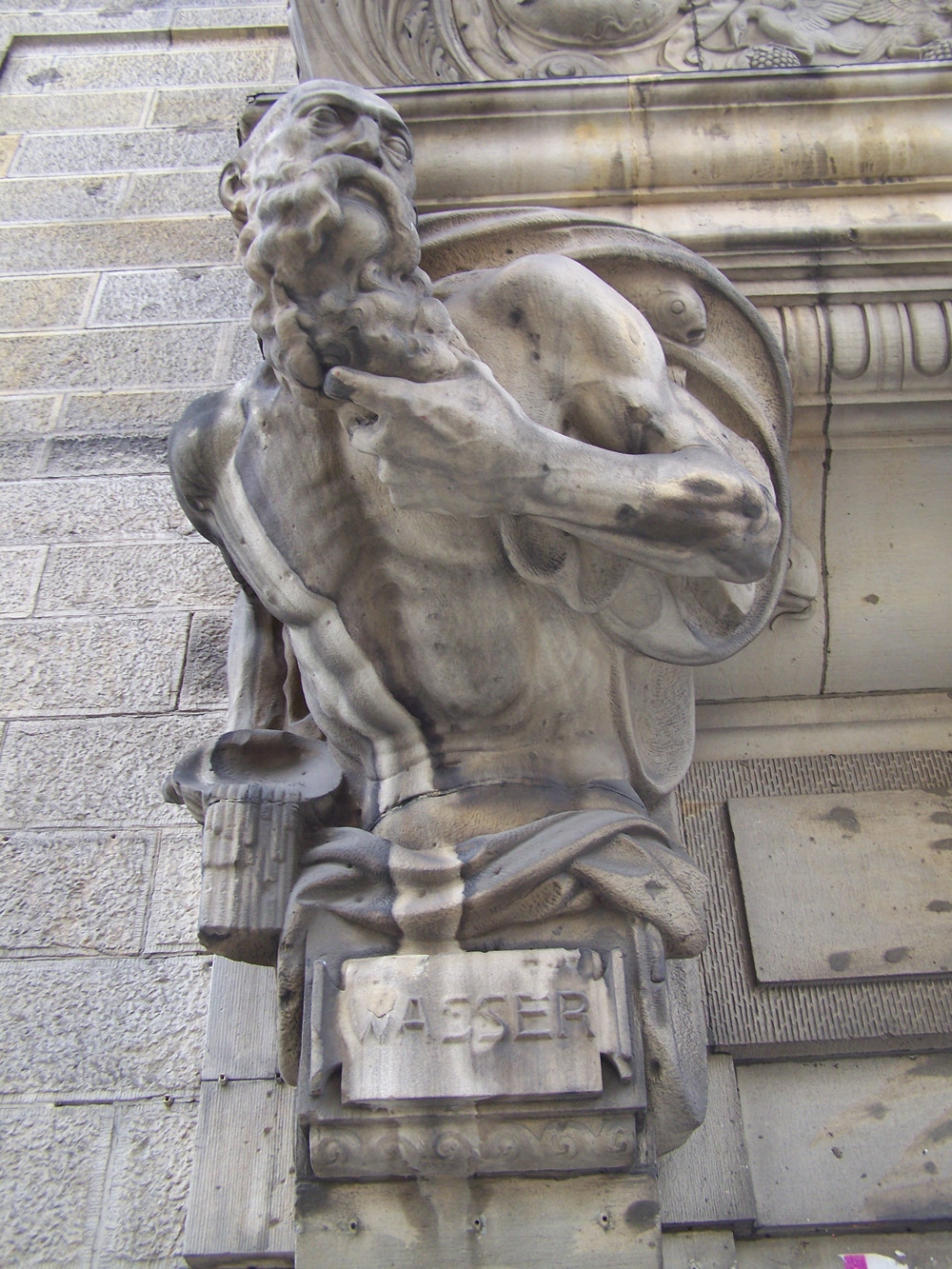
Wasser (Block II)
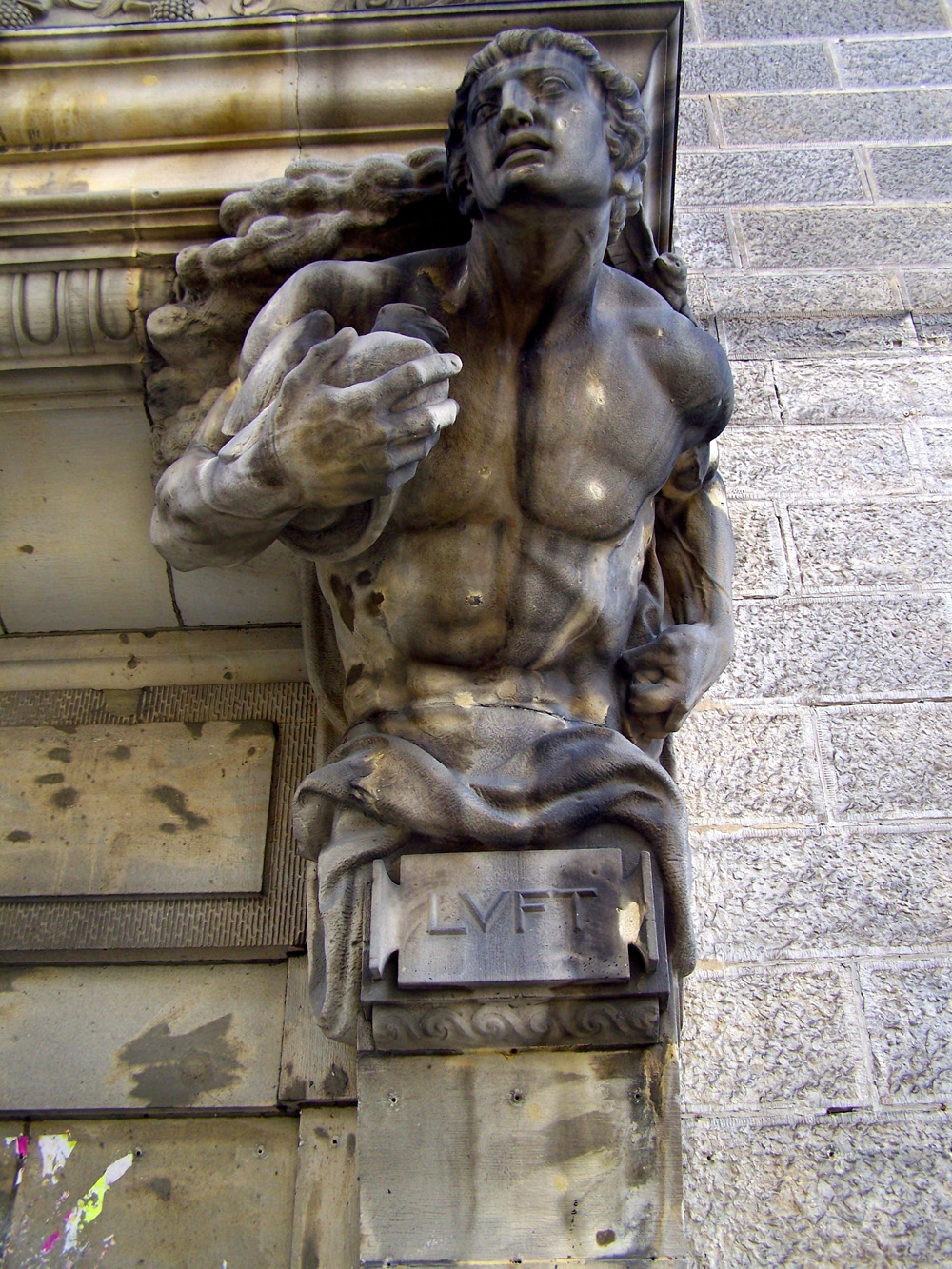
Luft (Block II)

Block II, am Ende des Zweiten Weltkriegs ebenfalls stark beschädigt, wurde unter Leitung von Franz Ehrlich in den 1950er Jahren wiederhergestellt, allerdings mit strengeren, also vereinfachten, Formen. Auch eine der beiden Brücken musste abgetragen werden.

### Block III
Parallel zu den Arbeiten an Block II entstand 1900–1901 entlang der Mauerstraße 35–42 ein Verwaltungsbau für die Nordstern-Lebensversicherung, geplant und ausgeführt vom Architekturbüro Kayser & von Großheim (Heinrich Kayser und Karl von Großheim). Dieser gilt als dritter Baublock der Deutschen-Bank-Zentrale in Berlin.(Lage)
Nachdem die Deutsche Bank 1914 die Versicherung übernommen hatte, ließ sie diesen Bau vom Architekten Hans Jessen unter Beibehaltung der originalen Fassadengestaltung umbauen. Ein 1901 gleichzeitig von Jessen geschaffener Anbau an der Mauerstraße 35–38 ist nicht erhalten.
Auch das Ende 1943 stark beschädigte Nordstern-Gebäude ließ die DDR unter Leitung ihres Architekten Franz Ehrlich Anfang der 1950er Jahre vereinfacht wiederherstellen. Dieses Bauwerk war im Gegensatz zu den vorherigen ein reich dekoriertes viergeschossiges Geschäftshaus im neobarocken Stil mit einer roten Sandsteinfassade. Bemerkenswert ist der erhaltene Relieffries an der Nordseite.
Ebenso wie die beiden anderen Komplexe wurde auch dieses Ensemble im Krieg beschädigt und in den 1950er Jahren unter Verwendung früherer Fassadenteile wieder aufgebaut.

### Gesamtensemble
Im Zweiten Weltkrieg wurden, wie oben dargestellt, alle genannten Bankbauten in Teilen zerstört. Die Bankgesellschaften, insbesondere die mächtige Deutsche Bank, wurden nach Kriegsende enteignet bzw. ihre Geschäftstätigkeit wurde von der sowjetischen Stadtkommandantur verboten.
Um 1950 ließ die DDR die drei Baukomplexe um- und ohne größeren Zierrat wieder aufbauen. Sie wurden wieder als Verwaltungsgebäude benötigt. So befand sich bis 1990 das Ministerium des Innern der DDR bis zu dessen Auflösung in den drei Komplexen an der Mauerstraße.

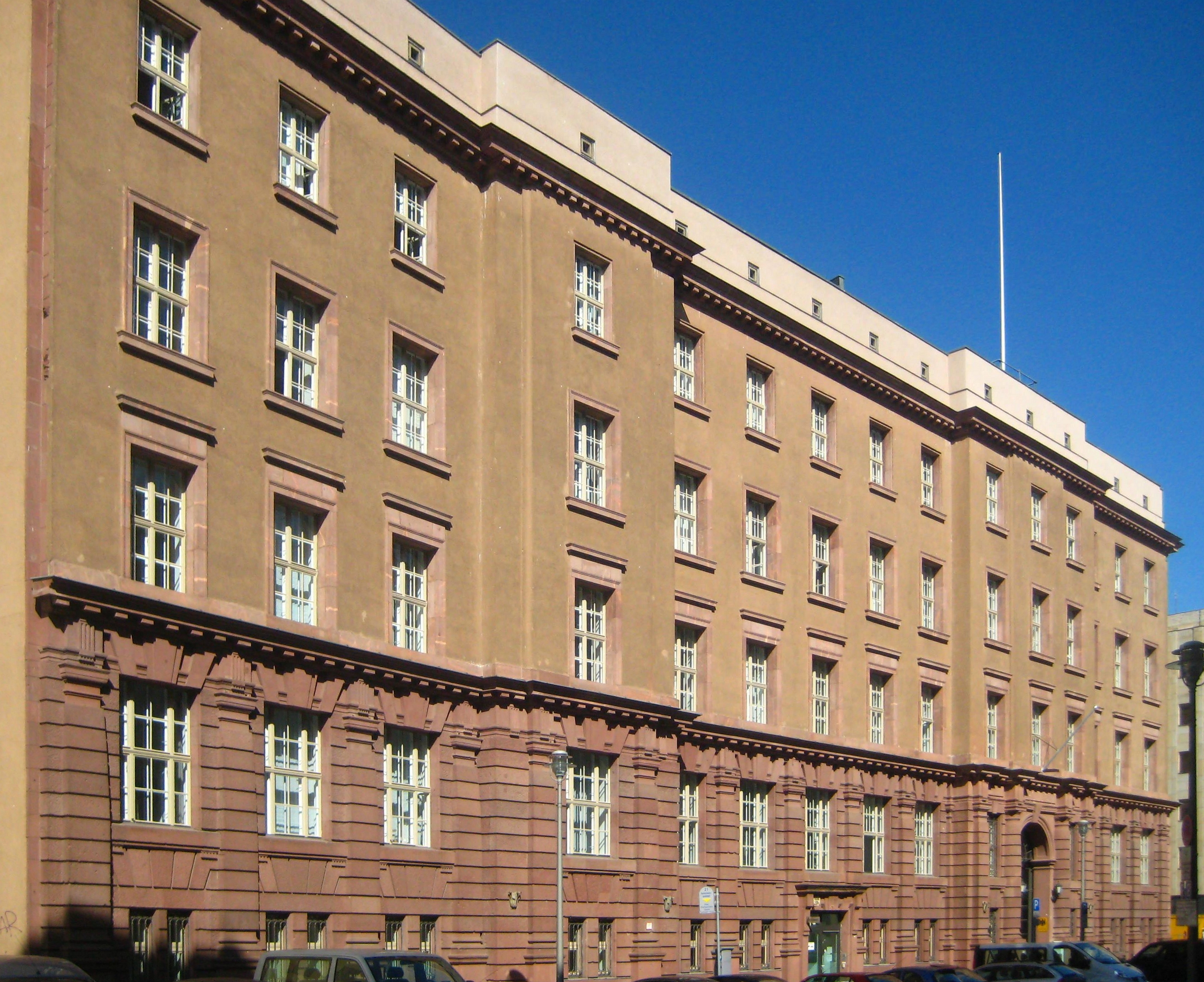
Mauerstraße 39–42

Nach der deutschen Wiedervereinigung 1990 fielen die Immobilien in das Eigentum des Bundes. Dieser ließ alle komplett sanieren und im Inneren teilweise umbauen. Als Nutzer wurden verschiedene Bundesbehörden gefunden, darunter der Bundestag und das Bundesamt für Verbraucherschutz und Lebensmittelsicherheit.
Anstelle der nicht wieder aufgebauten zweiten Bogenbrücke entstand ein Skywalk für die in den Gebäuden Beschäftigten.
Die Deutsche Bank nutzt im 21. Jahrhundert in der alten Mitte Berlins u. a. ihr ehemaliges Geschäftshaus am Boulevard Unter den Linden 13.

## Nutzungen im 21. Jahrhundert
Block I soll bis Anfang der 2020er Jahre so umgestaltet werden, dass darin alle 400 Mitarbeiter des Berliner Dienstsitzes des Bundesministeriums für Gesundheit untergebracht werden können, die bisher auf fünf verschiedene Standorte in Berlin-Mitte verteilt sind. Die Umbaukosten werden mit mehr als 170 Millionen Euro angegeben.
Zur gleichen Zeit wird auch Block II umfassend saniert, das Gebäudeensemble ist für das in der Glinkastraße liegenden Bundesministerium für Familie, Senioren, Frauen und Jugend vorgesehen.
Während der Bauarbeiten ab 2016 lieferte der Komplex fast 30 Filmmotive (Gänge, Foyers, leere Büroräume und Keller) für die deutsche Kriminal-Fernsehserie Babylon Berlin. Hier entstanden sämtliche Szenen im Inneren der Roten Burg, der Kellerräume des Moka Efti, der Druckerei in Köpenick und der Hotelzimmer. Weitere Räume nutzte der Kostümfundus der Filmproduktion.